# Jacob Brass

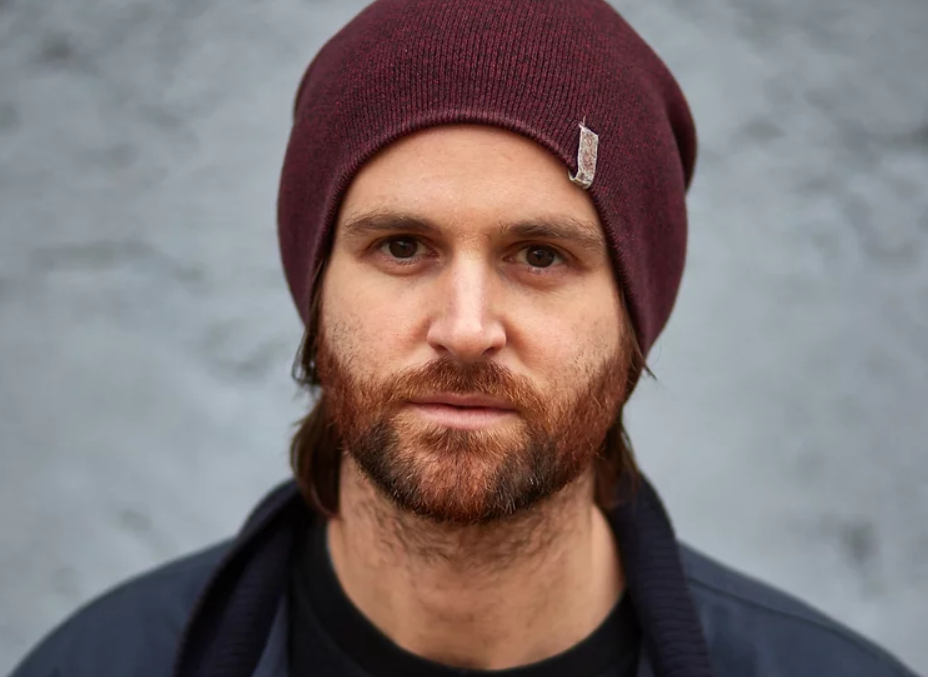
Jacob Brass (2020)

Jacob Brass (* 16. Juni 1985 in München) ist ein deutscher Singer-Songwriter, der hauptsächlich auf Englisch singt. Bekanntheit erlangte er unter anderem durch seine Zusammenarbeit mit Andreas Bourani und Rea Garvey.

## Leben
Brass wuchs in Fürstenfeldbruck auf. Er ist der Sohn des deutschen Moderne-Klassik-Komponisten Nikolaus Brass. Seine Kindheit wurde geprägt durch die klassische Musik seines Vaters sowie durch die Musik der Beatles, die als einzige Popmusik im Hause Brass geduldet wurde. Sein Vater leitete unter anderem die Musikschule im Ort, wodurch Brass früh mit dem Musizieren in Berührung kam. Ab der dritten Klasse lernte er Gitarre, später noch Cello. Er trat der Band seines Bruders bei und begann im Alter von 14 Jahren eigene Lieder zu schreiben. Ende der 1990er Jahre prägte ihn die Britpop-Welle mit Bands wie Blur, Oasis und Travis. Brass wirkt heute in München, ist verheiratet und Vater von zwei Kindern.

## Musikalische Karriere

### Solokarriere
1999 gründete er unter anderem mit Johannes Dobroschke die Band Spotfin Soap, in der er als Gitarrist tätig war und insgesamt drei Alben aufnahm. 2003 gewann er mit 17 Jahren den Bandwettbewerb Emergenza Acoustic und zog kurzzeitig nach Berlin. Im Folgejahr trat er erstmals als Solokünstler in der breiteren Öffentlichkeit in Erscheinung, als es sein Lied Abbey Road auf den Sampler Pop You 3 (Master of Pop Pets) von Sputnik Records schaffte. Der Sampler erschien am 19. April 2004. Im gleichen Jahr trat er zum ersten Mal im Atomic Café auf. 2005 trat er erstmals bei den Bavarian Open auf und veröffentlichte mit seiner selbstbetitelten EP Jacob Brass seinen ersten eigenen Tonträger, der im Selbstvertrieb erschien. Es handelte sich hierbei um eine Promo-EP mit fünf Titeln. Die Wochenzeitung Die Zeit beschrieb die Titel als melancholische Songs mit Melodien, die erst im zweiten Moment zünden würden. 2007 wurde Brass Stipendiat beim Projekt Gewächshaus der Bertram Pohl Foundation, einer Initiative für die freie Entwicklung musikalischer Talente. 2008 steuerte Brass mit Feel und The Golden Times zwei Titel für den Soundtrack zum deutschen Kinofilm Sommer – Für die große Liebe musst du kämpfen von Mike Marzuk bei. In der vierten Staffel des Musikmagazins Startrampe vom Bayerischen Rundfunk, war Brass neben High Voltage Humans und den Fountains Teil der Sendung im Jahr 2010.
Am 30. September 2011 erschien mit A Stubborn Child das Debütalbum. Das Album wurde unter dem Musiklabel Galileo Music Communication veröffentlicht und beinhaltet zwölf Titel. Mit Hilfe des Produzenten Peter “Jem” Seifert durfte Brass für das Album in den Londoner Abbey Road Studios Streicher aufnehmen, beim Arrangement stand ihm Steve Sidwell zur Seite, der schon für Robbie Williams und die Pet Shop Boys arbeitete. Der Jugendkanal Puls vom Bayerischen Rundfunk beschrieb das Album als „überwältigenden Erstling“, das vor allem die Geschichte eines Hochbegabten erzählt, der sich stur der Idee von großem Pop verschrieben habe. Nach der Veröffentlichung seines Debütalbums trat er als Support-Act für Künstler wie Katie Melua, Tina Dico, Ron Sexsmith oder auch Rea Garvey auf. Drei Jahre nach A Stubborn Child veröffentlichte Brass mit Somewhere in Between seine erste offizielle EP unter Jewel Records. Diese bestand aus sechs neuen Studioaufnahmen. In den Folgejahren wurde es um seine Solokarriere ruhiger.
Erst fünfeinhalb Jahre später, im Jahr 2020, erschien neues Material von Brass. Zwischen dem 3. April 2020 und dem 11. Mai 2020 koppelte er mit American Dream, If We Don’t Act Now, Mystery Road und Lost in Beijing vorab vier Singles aus seinem kommenden zweiten Studioalbum aus. Das zweite Studioalbum Circletown erschien letztendlich am 21. Mai 2020 durch Riverbell Records. Wie in Vergangenheit nahm er es in Eigenregie auf. Manche Stücke wurden von Brass in einem Take ohne Unterbrechung eingespielt. Um einen „natürlichen Klang“ zu bewahren, wurden die Stücke teilweise auf einer 70er-Jahre Bandmaschine aufgenommen. Auf der A-Seite „Circle“ erzählt er unter anderem von einer „Rundreise“ zu sich selbst sowie über Themen wie Familie und Zusammengehörigkeit. Auf der B-Seite „Town“ dagegen über das eigene Scheitern an zu hohen Erwartungen oder das Überwinden von selbst aufgebauten Mauern. Dylan Cem Akalin von jazzandrock.com beschrieb das Album als „klug arrangiert“ und ordnete den Gesang zwischen Douglas Firs und Chris Martin ein.

### Gastbeiträge
Am 29. September 2006 erschien erstmals ein offizieller Gastbeitrag von Brass. Für das Album Nova International and Friends ist er an der Seite der Augsburger Popband Nova International zu hören, die gemeinsam das Stück Lullaby aufnahmen. Auf dem Album ist mit Lost Your Trust zugleich ein Solobeitrag von Brass zu finden. Im Jahr 2010 erschien mit All for You ein weiterer Soundtrackbeitrag nach Feel und The Golden Times. Das Stück, bei dem Brass als Gastsänger neben Jonathan Express (Peter Brugger) auftrat, erschien am 17. September 2010 auf dem Soundtrack zur deutschen Filmkomödie Groupies bleiben nicht zum Frühstück von Marc Rothemund. 2012 trat er Gastsänger neben Rea Garvey in Erscheinung. Die beiden nahmen das Stück I Am von Garveys Debütalbum Can’t Stand the Silence neu auf. Die Neuaufnahme erschien als B-Seite von Garveys Singleauskopplung Colour Me In. Die A-Seite erreichte Rang zwölf in Deutschland, Rang 28 in Österreich sowie Rang 46 in der Schweizer Hitparade. In Deutschland ist es bis heute die erfolgreichste Chartsingle in Garveys Solokarriere. 2015 engagierte sich Brass als Gitarrist für Andreas Bourani. Er wirkte hierbei auch an der Produktion des Live- beziehungsweise Videoalbums Hey (Live) mit. Das Album erschien am 30. Oktober 2015 durch Vertigo Records, konnte sich aufgrund der zu großen inhaltlichen Ähnlichkeit zu Hey jedoch nicht eigenständig in den Charts platzieren, die Verkäufe beider Produkte werden zusammenaddiert. Das Stammwerk Hey konnte sich unter anderem in der Folgewoche nach der Veröffentlichung der Liveversion in den deutschen Albumcharts von Rang zehn auf Rang fünf verbessern. 2016 war Brass als Begleitsänger für die beiden The-Voice-of-Germany-Teilnehmer Michael Caliman und Lucie Fischer zu hören. Hierbei entstanden die Lieder If I Had To und Alles gut, die am 9. Dezember 2016 veröffentlicht wurden. Auf dem am 12. Mai 2017 erschienenen Studioalbum Nur zu dir von Naomi van Dooren, einem Mitglied der Van Dooren Sisters, ist er ebenfalls als Gitarrist zu hören. Am 29. November 2018 unterstützte Brass die deutsche Autorin Katharina Pütter bei ihrer Vorlesung Feel the Big Apple im FORUM 1 in Karlsruhe, einem Event für die Vollack Gruppe. Brass interpretierte dabei Songs von Henry Mancini, Ryan Adams oder auch Frank Sinatra, die sich thematisch mit dem Thema New York auseinandersetzen.

### Autorenbeteiligungen
Neben eigenen Songs schreibt Brass auch für andere Interpreten. Erstmals erschien eine externe Autorenbeteiligung von ihm auf dem Soundtrack zum deutschen Spielfilm Goethe! von Philipp Stölzl. Auf dem Album Goethe! – Original Motion Picture Soundtrack, das am 8. Oktober 2010 erschien, ist der Titel Fade Away enthalten, der durch Somersault dargeboten wurde. 2015 engagierte sich Brass als Autor bei der TV-Produktion The Voice of Germany. Dabei entstanden die Titel Frei und Have You Ever Been in Love. Den Titel Frei schrieb er für Michael Bauereiß. Das Stück erschien als Single, jedoch schied Bauereiß in der ersten Liveshow raus, sodass er nicht mehr mit dem Stück in der Show auftreten konnte. Have You Ever Been in Love schrieb Brass für Tiffany Kemp, die damit in der Finalshow auftrat und letztendlich den dritten Platz der Staffel belegte. 2016 schrieb er sechs Lieder für die deutsche Indie-Rock-Band Adulescens, die am 19. September 2016 auf deren Debütalbum Ataxia erschien. Am 26. Mai 2017 erschien mit In deinen Augen ein Titel auf Elifs zweiten Studioalbum Doppelleben. Das Album erreichte in Deutschland Rang 18 der Albumcharts sowie Rang 62 in Österreich. Im selben Jahr schrieb er für MYNAME den Titel Always und für Oregon den Titel Who Can Tell.
Seit 2018 arbeitet Brass auch als Liedtexter und Komponist für Serien. So war er unter anderem verantwortlich für musikalische Beiträge in der Comedyserie Deutsch-Les-Landes, der Dramaserie Beck is back! oder der Comedyserie Der Beischläfer.

## Weitere künstlerische Aktivitäten
Seit Mitte der 2010er-Jahre tritt Brass regelmäßig mit dem deutsch-schweizerischen Schriftsteller Benedict Wells auf. Gemeinsam halten sie sogenannte Lesungskonzerte, eine Kombination aus Konzert und Rezitation. Brass ist hierbei für die musikalische Untermalung verantwortlich während Wells aus seinen Büchern liest.

## Diskografie

### Alben
| Jahr | Titel Musiklabel                             | Anmerkungen                              |
| ---- | -------------------------------------------- | ---------------------------------------- |
| 2011 | A Stubborn Child Galileo Music Communication | Erstveröffentlichung: 30. September 2011 |
| 2020 | Circletown Riverbell Records                 | Erstveröffentlichung: 21. Mai 2020       |

| Jahr | Titel Musiklabel                   | Anmerkungen                              |
| ---- | ---------------------------------- | ---------------------------------------- |
| 2005 | Jacob Brass Eigenvertrieb          | Erstveröffentlichung: 2005               |
| 2014 | Somewhere in Between Jewel Records | Erstveröffentlichung: 19. September 2014 |

| Jahr | Titel Musiklabel            | Anmerkungen                                                               |
| ---- | --------------------------- | ------------------------------------------------------------------------- |
| 2015 | Hey (Live) Vertigo Records  | Erstveröffentlichung: 30. Oktober 2015 Live-Gitarrist bei Andreas Bourani |
| 2017 | Nur zu dir Erlkönig Records | Erstveröffentlichung: 12. Mai 2017 Gitarrist bei Naomi van Dooren         |

### Lieder
| Jahr | Titel Album                    | Anmerkungen                          |
| ---- | ------------------------------ | ------------------------------------ |
| 2020 | American Dream Circletown      | Erstveröffentlichung: 3. April 2020  |
| 2020 | If We Don’t Act Now Circletown | Erstveröffentlichung: 17. April 2020 |
| 2020 | Mystery Road Circletown        | Erstveröffentlichung: 1. Mai 2020    |
| 2020 | Lost in Beijing Circletown     | Erstveröffentlichung: 11. Mai 2020   |

| Jahr | Titel Album                                                                | Anmerkungen                                                                   |
| ---- | -------------------------------------------------------------------------- | ----------------------------------------------------------------------------- |
| 2006 | Lullaby Nova International and Friends                                     | Erstveröffentlichung: 29. September 2006 Nova International feat. Jacob Brass |
| 2010 | All for You Groupies bleiben nicht zum Frühstück (Der Soundtrack zum Film) | Erstveröffentlichung: 17. September 2010 Jonathan Express feat. Jacob Brass   |
| 2012 | I Am Colour Me In (Single)                                                 | Erstveröffentlichung: 27. Januar 2012 Rea Garvey feat. Jacob Brass            |
| 2016 | Alles gut –                                                                | Erstveröffentlichung: 9. Dezember 2016 Hintergrundgesang bei Lucie Fischer    |
| 2016 | If I Had To –                                                              | Erstveröffentlichung: 9. Dezember 2016 Hintergrundgesang bei Michael Caliman  |

| Jahr | Titel Album                               | Anmerkungen                          |
| ---- | ----------------------------------------- | ------------------------------------ |
| 2004 | Abbey Road Pop You 3 (Master of Pop Pets) | Erstveröffentlichung: 19. April 2004 |

| Jahr | Titel Soundtrack zu                                            | Anmerkungen                                                                 |
| ---- | -------------------------------------------------------------- | --------------------------------------------------------------------------- |
| 2008 | Feel Sommer – Für die große Liebe musst du kämpfen             | Erstveröffentlichung: 17. April 2008                                        |
| 2008 | The Golden Times Sommer – Für die große Liebe musst du kämpfen | Erstveröffentlichung: 17. April 2008                                        |
| 2010 | All for You Groupies bleiben nicht zum Frühstück               | Erstveröffentlichung: 17. September 2010 Jonathan Express feat. Jacob Brass |

### Autorenbeteiligungen
| Jahr | Titel Album                                              | Anmerkungen                                                              |
| ---- | -------------------------------------------------------- | ------------------------------------------------------------------------ |
| 2010 | Fade Away Goethe! – Original Motion Picture Soundtrack   | Erstveröffentlichung: 8. Oktober 2010 Interpretation: Somersault         |
| 2015 | Frei Single Collection – Staffel 5                       | Erstveröffentlichung: 11. Dezember 2015 Interpretation: Michael Bauereiß |
| 2015 | Have You Ever Been in Love Single Collection – Staffel 5 | Erstveröffentlichung: 11. Dezember 2015 Interpretation: Tiffany Kemp     |
| 2016 | My Modest Monster Ataxia                                 | Erstveröffentlichung: 19. September 2016 Interpretation: Adulescens      |
| 2016 | Ataxia                                                   | Erstveröffentlichung: 28. Oktober 2016 Interpretation: Adulescens        |
| 2016 | Evenmore Ataxia                                          | Erstveröffentlichung: 28. Oktober 2016 Interpretation: Adulescens        |
| 2016 | Hold Me Down Ataxia                                      | Erstveröffentlichung: 28. Oktober 2016 Interpretation: Adulescens        |
| 2016 | Two Places Ataxia                                        | Erstveröffentlichung: 28. Oktober 2016 Interpretation: Adulescens        |
| 2016 | Untitled Ataxia                                          | Erstveröffentlichung: 28. Oktober 2016 Interpretation: Adulescens        |
| 2017 | In deinen Augen Doppelleben                              | Erstveröffentlichung: 26. Mai 2017 Interpretation: Elif                  |
| 2017 | Always MYNAME Is                                         | Erstveröffentlichung: 19. Juli 2017 Interpretation: MYNAME               |
| 2017 | Who Can Tell –                                           | Erstveröffentlichung: 4. Dezember 2017 Interpretation: Oregon            |